# Chizuru Soneta
Chizuru Soneta (jap. 曽根田千鶴 Soneta Chizuru; ur. 15 lutego 1978 w Yamagacie) – japońska biegaczka narciarska. Była uczestniczką Mistrzostw świata w narciarstwie klasycznym w Lahti (2001), Oberstdorfie (2005) oraz Sapporo (2007), a także Zimowych Igrzysk Olimpijskich w Turynie (2006).

## Osiągnięcia

### Igrzyska olimpijskie
| Miejsce | Dzień     | Rok  | Miejscowość | Konkurencja                          | Czas biegu  | Strata      | Zwyciężczyni         |
| ------- | --------- | ---- | ----------- | ------------------------------------ | ----------- | ----------- | -------------------- |
| 38.     | 25 lutego | 2006 | Pragelato   | 15 km bieg łączony                   | 46:45,5 min | +3:56,8 min | Kristina Šmigun-Vähi |
| 25.     | 24 lutego | 2006 | Pragelato   | 30 km stylem dowolnym (start masowy) | 1:27:25,8 h | +5:00,4 min | Kateřina Neumannová  |

### Mistrzostwa świata
| Miejsce | Dzień     | Rok  | Miejscowość | Konkurencja                            | Czas biegu  | Strata      | Zwyciężczyni        |
| ------- | --------- | ---- | ----------- | -------------------------------------- | ----------- | ----------- | ------------------- |
| 48.     | 15 lutego | 2001 | Lahti       | 15 km stylem klasycznym                | 50:21,8 min | +6:27,0 min | Bente Skari         |
| 58.     | 20 lutego | 2001 | Lahti       | 10 km stylem klasycznym                | 31:10,7 min | +4:15,2 min | Bente Skari         |
| 42.     | 17 lutego | 2005 | Oberstdorf  | 10 km stylem dowolnym                  | 29:43,0 min | +3:15,4 min | Kateřina Neumannová |
| 36.     | 19 lutego | 2005 | Oberstdorf  | 15 km bieg łączony                     | 45:38,1 min | +3:21,3 min | Julija Czepałowa    |
| 12.     | 21 lutego | 2005 | Oberstdorf  | sztafeta 4x5 km                        | 1:01:04,6 h | +3:48,9 min | Norwegia            |
| 32.     | 26 lutego | 2005 | Oberstdorf  | 30 km stylem klasycznym (start masowy) | 1:33:53,0 h | +6:47,2 min | Marit Bjørgen       |
| 38.     | 25 lutego | 2007 | Sapporo     | 15 km bieg łączony                     | 45:02,1 min | +3:34,6 min | Olga Zawjałowa      |
| 48.     | 27 lutego | 2007 | Sapporo     | 10 km stylem dowolnym                  | 26:53,1 min | +2:54,7 min | Kateřina Neumannová |
| 24.     | 3 marca   | 2007 | Sapporo     | 30 km stylem klasycznym (start masowy) | 1:37:32,6 h | +7:45,5 min | Virpi Kuitunen      |